# Sentul (Balaraja)
Sentul is een bestuurslaag in het regentschap Tangerang van de provincie Banten, Indonesië. Sentul telt 10.427 inwoners (volkstelling 2010).